# اليورانيوم في السودان
ان اليورانيوم بالتحديد من اندر المعادن في الكرة الارضيه واستخراجه معقد وصعب نسبيآ. يُعد من اثمن المعادن لدخوله في العديد من الاستخدامات المعاصرة الخاصة باستغلال خواصه النووية الفريدة باعتباره النظير الوحيد للانشطار الذي يمكن العثور عليه في الطبيعة. يعد السودان من اغني مناطق العالم باليورانيوم ويصنف عالمياً بمجزون يصل حتي 1.5مليون طن .

## الاماكن التي يتواجد بها اليورانيوم[2]
وبحسب التقارير فان اليورانيوم يتواجد في مناطق:
- جبال النوبه
- شمال كردفان
- ولاية نهر النيل
- البطانه
- جبال البحر الاحمر
- غرب دارفور
- وكذلك في ولاية نهر النيل وجبال البحر الاحمر وسهول البطانة .

## الاحتياطي
ويصف الخبراء اليورانيوم المتواجد في الاراضي السودانية بانه "عالي النقاء" فيما يتجه العالم لتوفير احتياجاته من اليورانيوم لاهميته في بعض الصناعات العسكرية والمدنية بما فيها إنتاج الطاقة النووية، وهي نوع من الطاقة يعتمد في توليدها بشكل أساسي علي انشطار او اندماج الذرة وتستقل في محطات الكهرباء النووية التي وصل أنتاجها في العالم الى الا ان م يقارب 14% من اجمالي الطاقة الكهربائية المنتجة ،ويمكن تميز الطاقة النووية في انها تعتبر من الطاقات التي لا تنصب ولكن تكلفة بناء المفاعلات النووية عائقاً امام الدول النامية والتي يمتلك بعضها كميات وفيرة من اليورانيوم والتي من ضمنها السودان ،كما يدخل اليورانيوم أيضاً في مجالات الطب والزراعة والصناعة .
وفي الجانب العسكري يستخدم اليورانيوم في صناعة القذائف المضادة للدورع ،وذلك بجانب اضافته في المركبات العسكرية بغرض تدريعها مثل الدبابات واليات نقل الجنود المختلفة والاليات المدرعة،كما تصنع منه طبقة سفلية لتدريع الدبابات من أجل مقاومة العبوات الناسفه والالغام ويدخل في صناعة الروؤس النووية والقنابل التي تغلف باليورانيوم من أجل زيادة فاعليتها .
ان احتياطي اليورانيوم في السودان يبلغ 1.5 مليون متر  وهو ثالث أكبر احتياطي يورانيوم في العالم

## الاتفاقيات
استضافت الخرطوم في العام 2018 الملتقي العالمي للاستثمار الذي شارك فيه 70 شركة عالميه 30 شركه محليه وكذلك بالتعاون مع كل وزارات النفط والكهرباء والمعادن والموارد المائية،
كما أعلن عن تنقيب الصين عن اليورانيوم في العام 2018 
كما يسعى السودان الي بناء محطة نووية وتاهيل كادر بشري ودراسه المواقع.